# Дукач

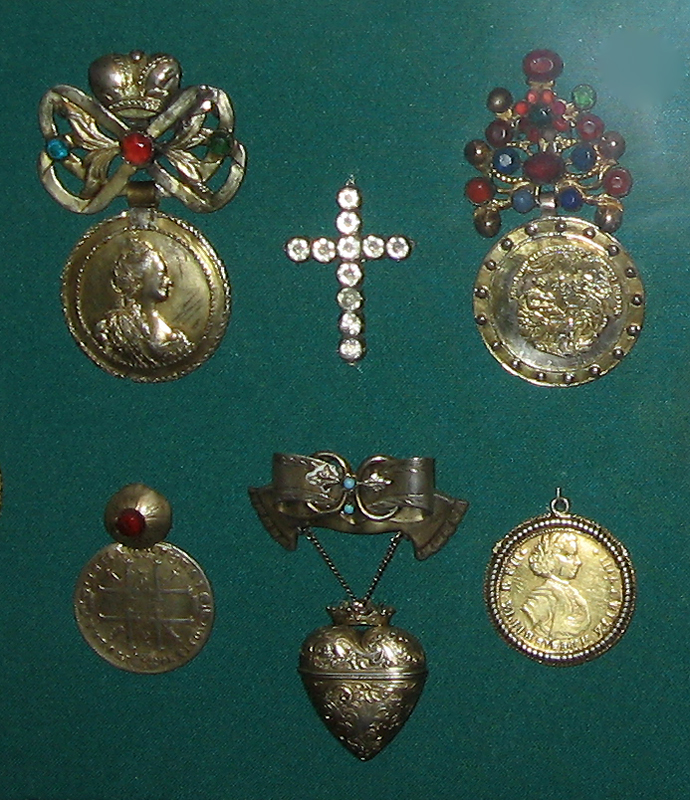
Дукачі XVIII—XIX століть

Дука́ч, дука́т (від назви монети дуката), личман, ягнус, панагійка — українська традиційна жіноча нагрудна металева прикраса у вигляді низки монет. Головний елемент прикраси — медальйон, який як правило, доповнювався додатковими ювелірними елементами такими як, бант, каст та ін. як медальйони в дукачах використовували круглої форми монети, жетони, західноєвропейські настільні релігійні медалі, військові нагороди, жетони та ін.

## Історія
Частина дослідників припускає, що дукачі — це пережиток змійовиків, носіння яких було поширеним в добу Київської Русі. Слово «дукач» утворилось від «дукатус». Саме так у XVI–XVII століттях називали на золоту монету у Венеції, яка з часом стала еталонною. Дукат протягом багатьох століть зумів зберегти приблизно сталу вагу (3,5 г) та пробу металу (938) і почав сприйматися як міжнародний еталон золотої монети. Дукачі виготовляли здебільшого з монет Російської й Австрійської імперії. Рідше зустрічались екземпляри ручної роботи релігійного характеру. Прикрасу з монети носили поверх намиста, часто передавали в спадок.
Дукачі виготовляли сільські майстри з двох монет — одна як медальйон, а другу переробляли на бант. Золотарі додавали до прикраси свої ланцюжки, камені, бісер та інші оздоби.
На західноукраїнських землях були поширені дукачі із скромними бантами або взагалі без бантів. На Лівобережжі, Чернігівщині, Слобожанщині, зокрема й Воронежчині та Курщині (етнічних українських територіях) були поширені дукачі із пишними бантами, багато оздобленими камінням. Дукачем у ХІХ — на початку ХХ-го століття називали дуже різні за матеріальною та художньою цінністю жіночі прикраси — від грубих, але старанно виготовлених, до фабричної штампованої бляшки. Відповідно, в одних місцевостях України на початку 20 ст. дукачі лишилися святковою прикрасою, а в інших їх носили щодня і дорослі, й діти.
Приблизно з другої половини 19 століття на більшій частині території України дукачі, як елемент матеріальної культури, починають вироджуватися. З початку 20 століття уже відомий тільки один дукач, присвячений сторіччю видання «Енеїди» Івана Петровича Котляревського. На його лицевій стороні був напис: «30 авг. 1903 г. — Іван Котляревський» і зображення погрудного портрета митця на три четвертих вправо. На задній стороні напис: «100-ліття Енеїди — Полтава». Даний дукач був штампований на золотистій латуні, мав оправу з дротяної пружини і бант.
Найповніші колекції дукачів зберігаються в Ермітажі і Російському музеї в Ленінграді, в Історичному музеї в Москві, Чернігівському історичному музеї, Київському історичному музеї та Полтавському краєзнавчому музеї.

## Різновиди
Дукачі з медальйоном у формі серця називали ягнуском. Носіння нашийних прикрас у формі серця було запозичене із Західної Європи і, зокрема, від католицького культу серця. Спочатку такі дукачі були популярними на західноукраїнських землях, але на кін. ХІХ поч. ХХ ст. ягнуски можна було зустріти переважно на Слобожанщині. Це можна пояснити тим, що основна маса переселенців на Слобожанщину прийшла з Правобережжя, Центрального Лівобережжя, Черкащини.
Панагійками називалися дукачі з медальйоном у вигляді маленької ікони (панагійки). На прикрасі могла бути зображеними різноманітні біблійні сюжети: створення Єви, гріхопадіння, вигнання з раю, жертвоприношення Авраама, видіння Іакова, Мойсей перед Купиною, заручення Анни, Благовіщення, Трійця, Різдво, Воскресіння, Богородиця і т.д.
Існують чернігівські, вереміївські, рогаті, київські, лубенські, ніжинські, воронезькі, курські,  волинські та інші дукачі. (використання прикрас у даних містах потребує вказівки джерела походження інформації, оскільки у переліку не всі міста відносяться до територій України після проголошення її незалежності та виходу зі складу СРСР) Ці назви походять від назви регіонів де вони були поширені чи виготовлялися або від особливостей їх форми.

## Галерея

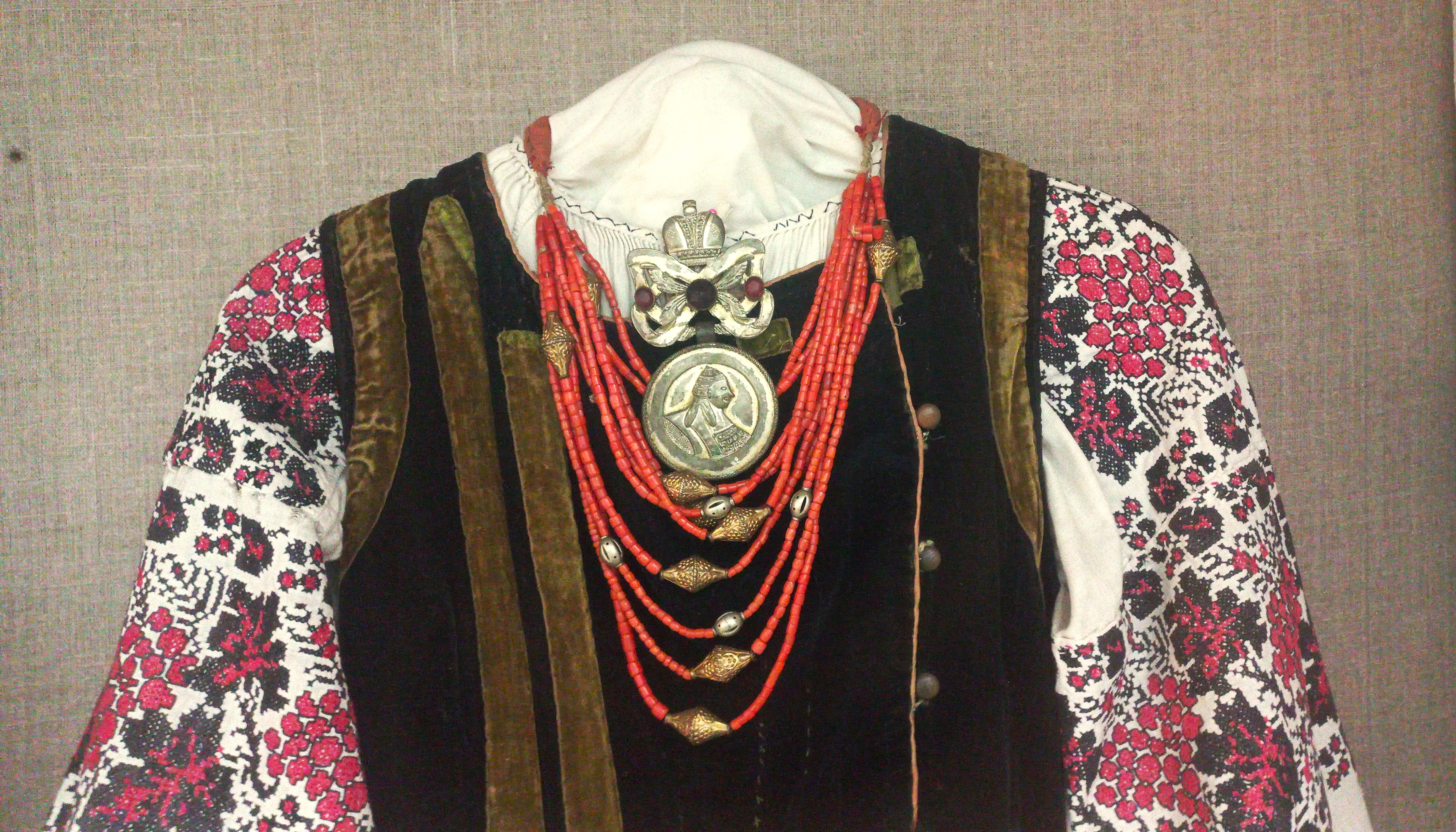
Дукач з намистом вишиванкою та чорною корсеткою Ніжин
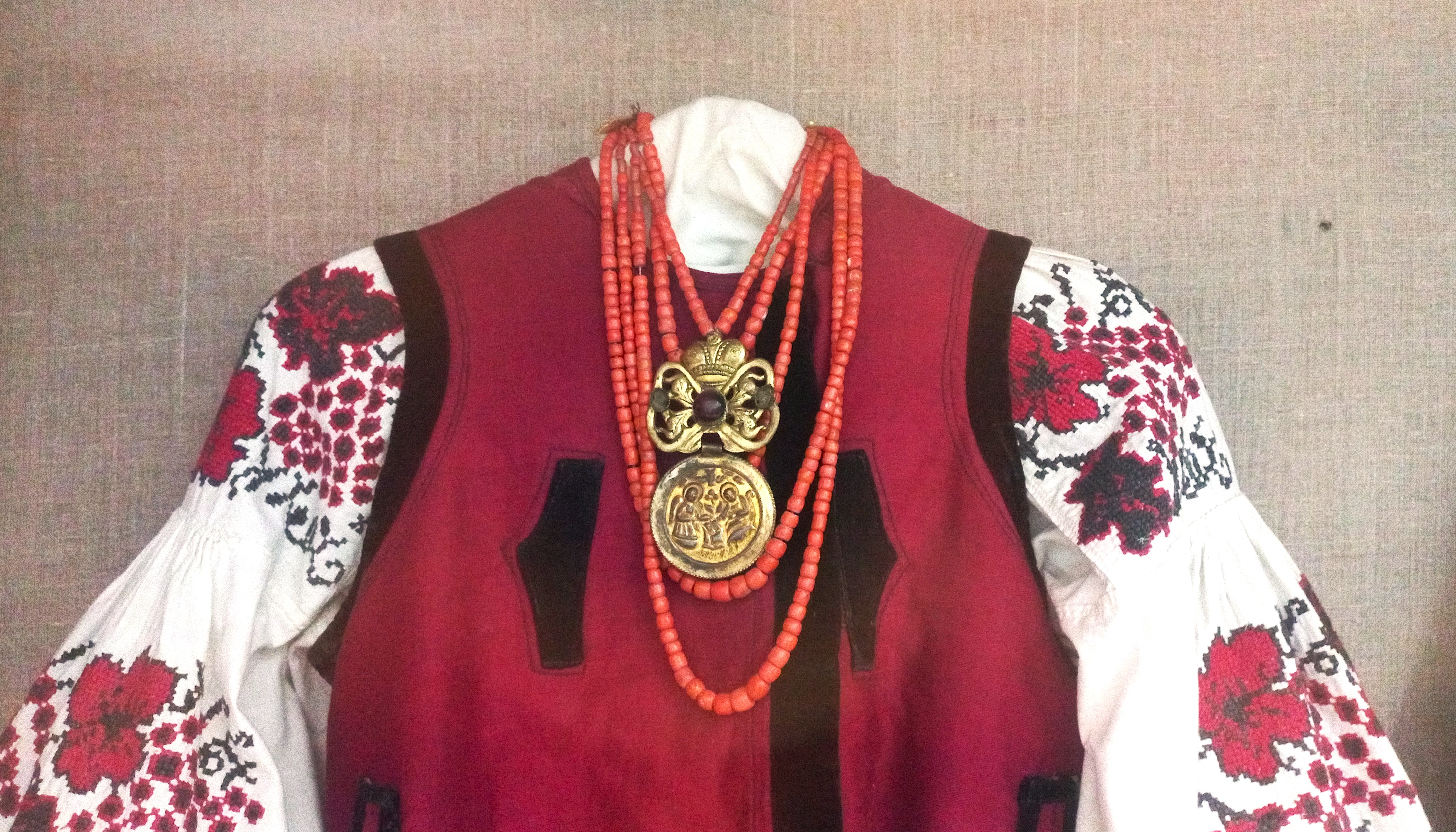
Дукач з намистом, вишиванкою та червоною корсеткою Ніжин
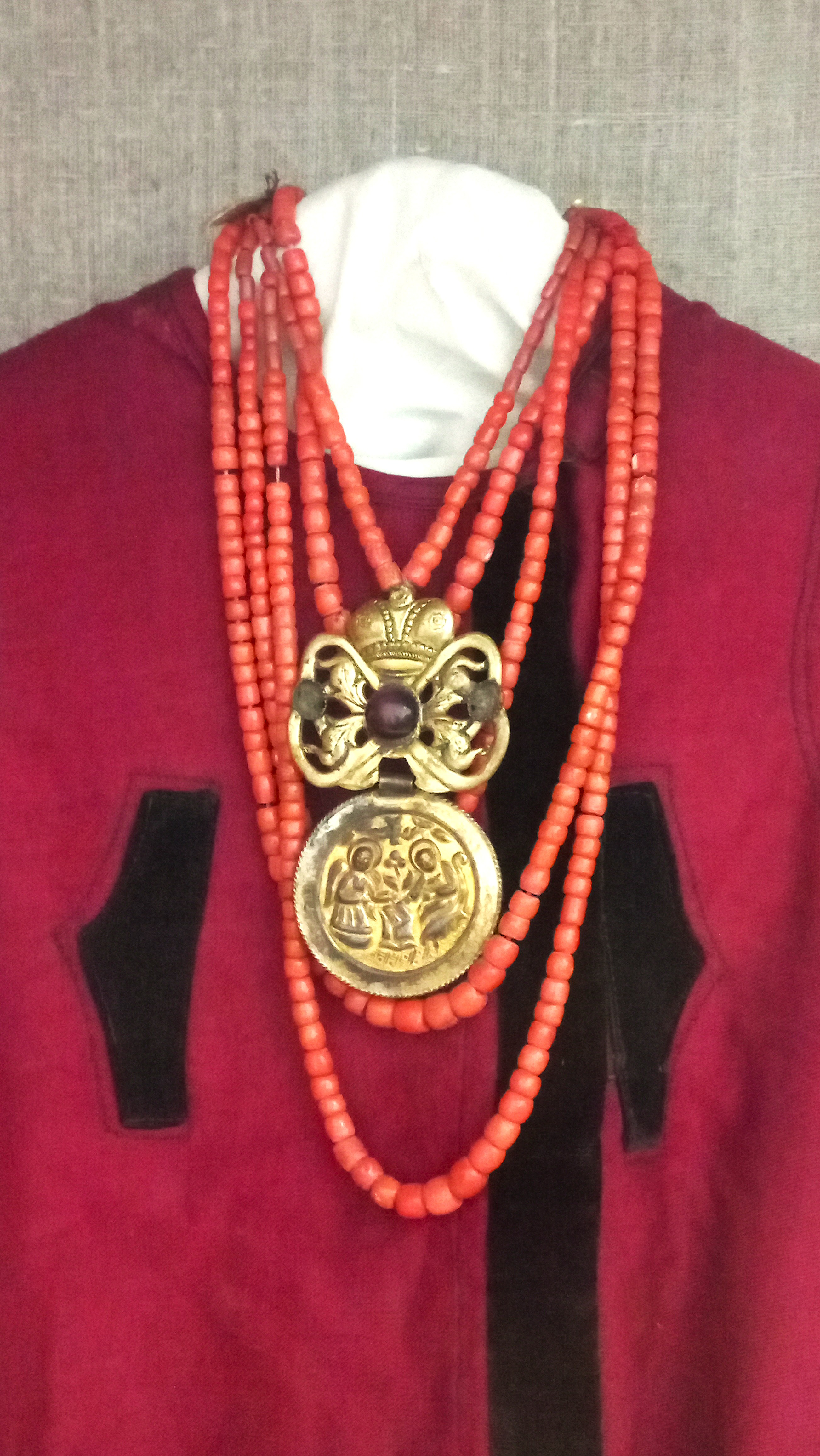
Дукач Панагійка Ніжин